# Nabu

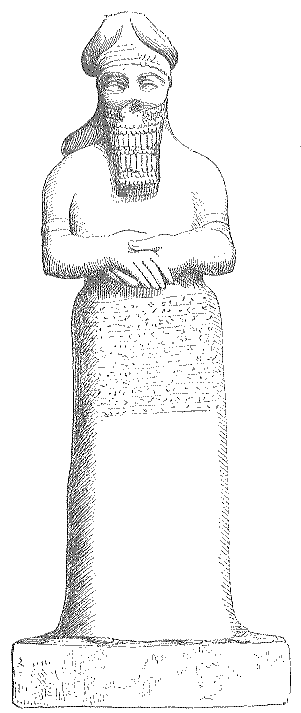
Nabu, teckning av staty på British Museum.

Nabu var talets och skrivkonstens gud i mesopotamisk mytologi, son till Marduk och Sarpanitu. Han var gift med gudinnan Tashmetu. Den viktigaste kultorten var Borsippa.